# خوسيه منديز (لاعب كرة قاعدة)
خوسيه منديز هو لاعب كرة قاعدة كوبي، ولد في 19 مارس 1887 في كارديناس في كوبا، وتوفي في 31 أكتوبر 1928 في هافانا في كوبا.

## وصلات خارجية
- خوسيه منديز على موقع قاعة مشاهير كرة القاعدة (الإنجليزية)

- خوسيه منديز على موقع الموسوعة البريطانية (الإنجليزية)